# 盎格魯愛爾蘭人
盎格魯-愛爾蘭人（英語：Anglo-Irish people），又譯英裔愛爾蘭人，是指一個居住在愛爾蘭島上的種族、社會和宗教集合體，他們大多和英格蘭的文化互通，在19世紀以前通常以自己是新教的後裔而自居。
與此同時，盎格魯-愛爾蘭人是目前愛爾蘭共和國的一個明顯的社會階級，其祖先在過去歷史中擁有新教優勢，所以在19世紀之前的愛爾蘭島中佔據大部份經濟資源。在大英帝國時代，有很多盎格魯-愛爾蘭人在科學、法律、農業、民主政治方面的對英格蘭有巨大貢獻，但對愛爾蘭島本身的貢獻卻非常少。

## 定義
“盎格魯-愛爾蘭人”一詞是20世紀才被愛爾蘭共和國的政府發明出來的，為了精確定義那些不想被視為愛爾蘭人、並堅持使用英格蘭式英語的人，方便區分愛爾蘭島上那複雜的各類族群。
他們大多屬於愛爾蘭聖公會，有部份則信仰循道宗，無論信仰何種宗教，盎格魯-愛爾蘭人都認同英格蘭文化，這兩個教會在1871年之前一直是愛爾蘭的國教。盎格魯-愛爾蘭人也有小部份人屬於反對英格蘭國教的教會，例如衛理公會、羅馬天主教等，但他們通常不反英格蘭政府。無論盎格魯-愛爾蘭人的信仰如何，他們都不認為自己是“愛爾蘭人”，而自認是“英格蘭人”。
直到1800年，“英格蘭王國”與“愛爾蘭王國”才在法律文件上有真正結盟，之後就合稱為“聯合王國”。在法律允許英愛合併之前，許多盎格魯-愛爾蘭人就已經和英格蘭的軍事體系緊密結合，英格蘭的許多傑出的愛爾蘭總督、陸軍將領、海軍將領都是盎格魯-愛爾蘭人，作為鎮壓愛爾蘭獨立的一支武裝力量，持續時間可達一個多世紀。
從20世紀的1900年開始，由於民族主義的風行，盎格魯-愛爾蘭人在英格蘭的地位逐迅速下降，最終和一般愛爾蘭人無異。因為英格蘭在此時，開始只把出生在英格蘭的英格蘭人視為自己的同胞，而出生在愛爾蘭的“盎格魯-愛爾蘭人”則被英格蘭人直接當作是“普通愛爾蘭人”。所以，盎格魯-愛爾蘭人一步步陷入身分認同的混亂，對英格蘭人來說他們是愛爾蘭人，但對愛爾蘭人來說他們又是英格蘭人。
另外，在北愛爾蘭的阿爾斯特省的長老教會信徒，則不願意使用這個名詞。因為他們雖然說英語、也居住在愛爾蘭島上，但他們主要是蘇格蘭人的後裔，而不是英格蘭人的，所以他們一般自稱“阿爾斯特蘇格蘭人”以保持自己的民族認同。在美國，阿爾斯特省人被稱為蘇格蘭-愛爾蘭裔美國人（Scotch-Irish）。

## 作為“社會階層”的歷史

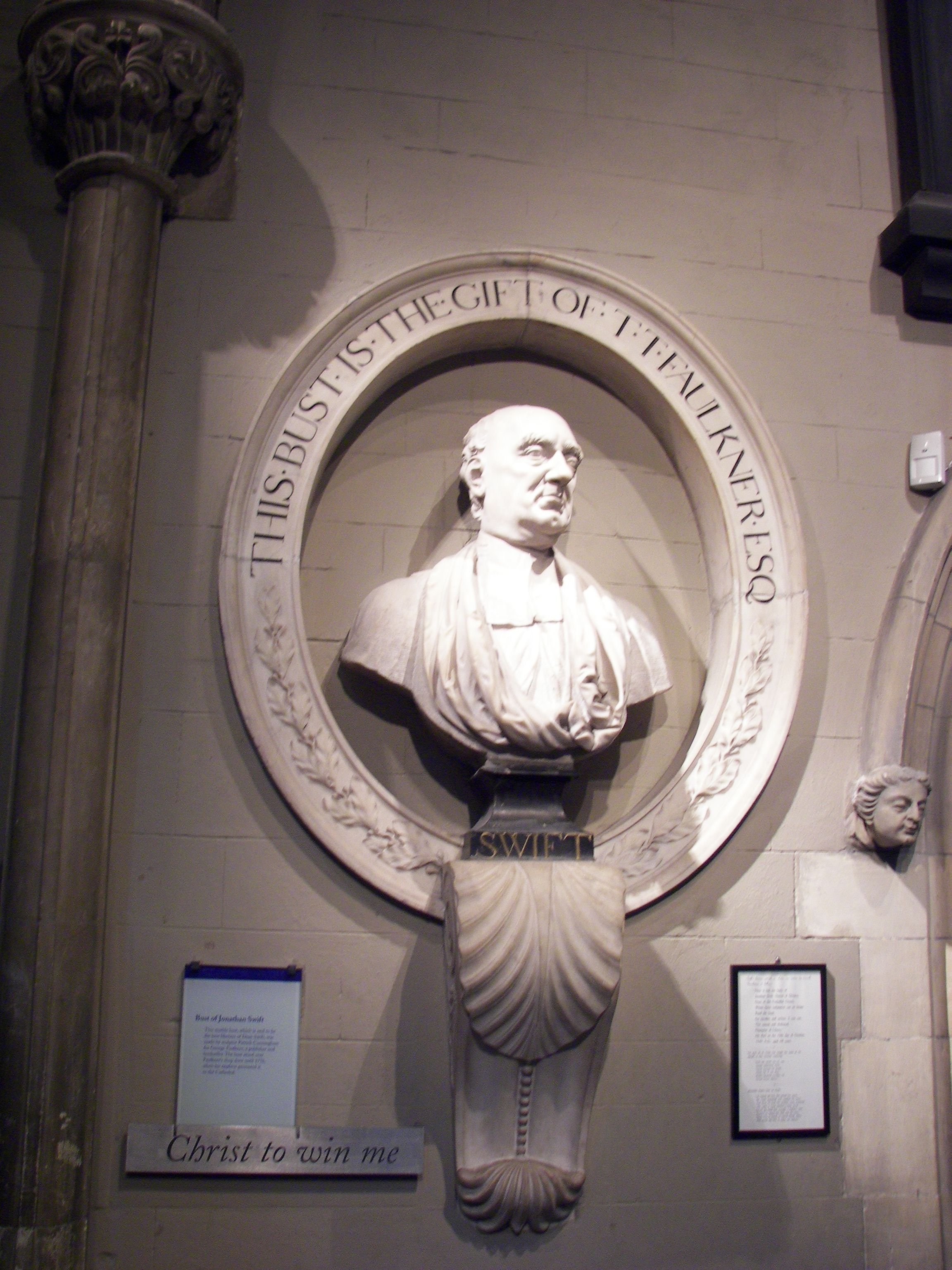
The V. Rev. Jonathan Swift的大理石半身像，位於都柏林聖帕特里克大教堂內。斯威夫特從1713年到1745年是聖帕特里克學院的院長。

“盎格魯-愛爾蘭人”一詞最開始時用來形容17世紀到20世紀初，愛爾蘭的專業人士和土地階級的，他們在愛爾蘭掌握了比較多的社會資源。在17世紀中，這些盎格魯-愛爾蘭人的地主取代了原始“蓋爾愛爾蘭人”和“古英語英格蘭人”，他們能理解愛爾蘭的大部份文化，同時也心向英格蘭當局，因此迅速取代舊地主而成為愛爾蘭的統治階級。他們在生活中使用帶有些許愛爾蘭口音的“新英語”，並隨著英格蘭本土的英語而改變，並非執著於保持自己的特色，所以形成了有別於“古英語”的明顯特徵。盎格魯-愛爾蘭人在此時自稱為“Hiberno-Norman的後裔”，他們是中世紀來自英格蘭的一匹崇尚武力的定居者。
根據在17～19世紀之間生效的刑法，儘管執行的嚴厲程度不同，英國和愛爾蘭的羅馬天主教徒 被禁止擔任公職，而在愛爾蘭，他們也被禁止進入都柏林聖三一學院以及法律、醫學和軍事等專業。拒絕宣誓的羅馬天主教地主的土地在愛爾蘭種植園期間大部分被沒收. 羅馬天主教徒繼承土地財產的權利受到嚴格限制。那些皈依愛爾蘭教會的人通常能夠保留或收回他們丟失的財產，因為這個問題主要被認為是效忠問題之一。18 世紀後期，位於都柏林的愛爾蘭議會贏得了立法獨立，《廢除測試法》的運動開始了。
並非所有盎格魯-愛爾蘭人的起源都可以追溯到克倫威爾時期的新教英國定居者；有些是威爾士血統，有些是古英語的後裔，甚至是本土的蓋爾語皈依英國國教的人。這個統治階級的成員通常認為自己是愛爾蘭人，同時在政治、商業和文化方面保留英國人的習慣。他們參加當時流行的英國體育運動，尤其是賽馬和獵狐，並與英國統治階級通婚。他們中許多較成功的人大部分職業生涯都在英國或大英帝國的某些地區度過。許多建造的大型鄉間別墅，在愛爾蘭被稱為大房子，這些成為愛爾蘭社會中階級統治的象徵。
都柏林工人階級劇作家布倫丹·貝漢 (Brendan Behan ) 是一位堅定的愛爾蘭共和黨人，他將盎格魯-愛爾蘭人視為愛爾蘭的有閒階級，並將盎格魯-愛爾蘭人定義為“騎馬的新教徒”。
“盎格魯-愛爾蘭人”的小說家伊麗莎白·鮑恩(Elizabeth Bowen ) 直接講述了她的經歷，她稱自己為“在愛爾蘭是英國人，在英格蘭是愛爾蘭人”，但並未完全接受屬於其中任何一個。
由於他們在“軍隊中極端維統治者”，以及他們對保守政治的態度，盎格魯-愛爾蘭人也被Correlli Barnett等歷史學家等同於“愛爾蘭的普魯士人”，與普魯士的容克階級所表現出來的行為較為一致。